# Шевченково (Котелевский район)
Шевченково (укр. Шевченкове) — село,
Николковский сельский совет,
Котелевский район,
Полтавская область,
Украина.
Код КОАТУУ — 5322283707. Население по переписи 2001 года составляло 138 человек.
Первоначальное название — казацкая слобода Солоницевка, по состоянию на 1898 год — 206 жителей (источник «Материалы для истории колонизации и быта Харьковской и отчасти Курской и …», автор — Д. И. Багалей, стр. 340).

## Географическое положение
Село Шевченково находится на левом берегу реки Мерла, которая через 2 км впадает в реку Ворскла.
К селу примыкает большой лесной массив урочище Боровское (сосна).

## История
В 1945 г. Указом Президиума ВС УССР село Солоницевка переименовано в Шевченково.
Слобода  была приписана  к Покровской церкви Бригадировки
Село указано на трехверстовке Полтавской области. Военно-топографическая карта.1869 года как Солоницевка